# 侯露
侯露（1953年—），汉族，中华人民共和国政治人物，安徽省戏剧家协会副主席、秘书长，中国农工民主党党员，第十一届全国政协委员。
2008年，当选第十一届全国政协委员，代表文化艺术界，分入第二十七组。